# 도카이도선 (JR 동일본)
도카이도 선(일본어: 東海道線, とうかいどうせん 도카이도센[*])은 일본 도쿄 근교 구간 노선의 하나로, 도카이도 본선의 도쿄역부터 아타미역까지 운행되는 열차의 운행 계통이며, 이 문서에서는 해당 계통 및 다른 중거리 여객열차(특급열차, 라이너 등) 계통에 대해서도 기술한다.
도카이도 본선을 달리는 게이힌 도호쿠 선이나 요코스카 선과 구분하기 위해서 대부분 도카이도 선으로 표기, 안내하고 있으나 일부 책자에서는 도카이도 본선으로 표기하기도 한다.

## 개요
일본의 수도인 도쿄에서 남쪽으로 가와사키시, 요코하마시, 후지사와시, 히라쓰카시, 오다와라시 등을 거쳐 시즈오카현의 아타미시까지 이르는 노선이다. 연선 각 도시의 중요한 통근 노선이기도 하지만 이즈반도에의 관광 노선이기도 하다. 노선에 안내되는 색상은 주황색(■)이며, 전통적으로 차량에는 쇼난 색으로 불리는 녹색과 주황색의 조합을 사용한다.
도쿄역부터 오후나역 구간은 복복선 이상의 시설을 갖추고 있으며 같은 선로의 다른 운행 계통인 야마노테 선, 게이힌 도호쿠 선 또는 요코스카 선보다 정차역 수가 적게 설정, 중거리 운행을 담당하고 있다. 또, 도쿄 - 오다와라 구간은 화물선이 별도로 분리되어 있어 화물 열차의 운행에 지장이 생기더라도 해당 구간에서는 영향을 매우 적게 받도록 되어 있다. 2001년부터는 힌카쿠 선과 야마노테 화물선 신주쿠역 등을 경유하여 다카사키 선에 직결 운행하는 계통인 쇼난 신주쿠 라인이 병행 운행되고 있다.
도쿄 - 아타미 구간은 전 구간이 대도시 근교 구간 중 도쿄 근교 구간으로 설정되어 있으며, 스이카 등의 교통 카드를 이용할 수 있다. 또, 도쿄 - 오후나 간의 경우 전차 특정 구간으로 설정되어 있어 지정되지 않은 구간에 비하여 운임이 싸다.
2015년 3월 14일 우에노도쿄라인 개통때부터 우쓰노미야선 · 다카사키선 직통운행 하기 시작했다.

## 노선 정보
- 관할 사업자: 동일본 여객철도 (제1종 철도사업자)
- 구간 및 영업 거리
  - 도카이도 본선: 도쿄역 - 아타미역간 104.6km
- 궤간: 1,067 mm (협궤)
- 역 수: 21
- 복선 구간: 전 구간
- 전철화 구간: 전 구간 직류 1,500 V
- 폐색 방식: 복선 자동 폐색식
- 보안 장치: ATS-P
- 운행 최고 속도
  - 도쓰카역 - 오다와라역 간 120 km/h
  - 이외 구간 110 km/h
- 운전 지령소: 도쿄 종합 지령실

도쿄 - 시나가와 구간은 도쿄 지사가, 가와사키 - 아타미 구간은 요코하마 지사가 관할하고 있다. 도쿄 - 유가와라 간에는 2001년부터 도쿄 권 수송 관리 시스템 (ATOS)이 도입되었다.

## 운행 형태
도쿄역 ~ 아타미역 구간에서는 보통 열차, 쾌속, 통근쾌속, 홈 라이너인 쇼난 라이너 외에 시부야역 ·  신주쿠 ·  이케부쿠로 방면으로 직결 운행하는 쇼난 신주쿠 라인 및 오하요 라이너 신주쿠, 홈 라이너 오다와라가 운행되고 있다. 또 이즈 방면으로 운행하는 주간 특급 열차와 산인 ·  시코쿠 방면으로 운행하는 야간 침대특급 열차도 운행되고 있다.
일부 열차를 제외한 낮 시간대의 보통 및 쾌속 열차, 특급 열차는 모두 그린차를 2량 정도 추가 편성하고 있다.

### 특급 열차
- 정기 열차
  - 이토 선·이즈 급행 이즈큐시모다 역까지 운행하는 오도리코 호(일본어: 踊り子) ·  슈퍼 오도리코 호(일본어: スーパービュー踊り子 스파 뷰 오도리코[*])
  - 산요 본선 오카야마역에서 분리하여 산인 본선 이즈모시역 및 혼시비산 선 ·  요산선 다카마쓰역까지 별도로 운행하는 침대특급 선라이즈 세토 호(일본어: サンライズ瀬戸 산라이즈 세토[*]) ·  선라이즈 이즈모 호(일본어: サンライズ出雲 산라이즈 이즈모[*])

- 임시 열차
  - 야간 쾌속 문라이트 나가라 호(일본어: ムーンライトながら 문라이토 나가라 호[*])
  - 특급 리조트 오도리코 호(일본어: リゾート踊り子 리조토 오도리코[*]) 하행
  - 특급 나리타 익스프레스(일본어: 成田エクスプレス 나리타 에쿠스푸레스[*]) 일부
  - 특급 닛코 호(일본어: 日光) 일부

### 홈 라이너
홈 라이너의 일종인 쇼난 라이너(일본어: 湘南ライナー 쇼난 라이나[*]) 및 오하요 라이너 신주쿠·홈 라이너 오다와라(일본어: おはようライナー新宿·ホームライナー小田原)가 통근 시간대에 운행된다. 전 차량 좌석 지정제 열차이다. 아침에는 도쿄·신주쿠 방면 상행 열차가, 저녁에는 오다와라 방면 하행 열차가 운행된다. 도쿄역에서 시종착하는 열차는 쇼난 라이너, 신주쿠에서 시종착하는 상행 열차는 오하요 라이너 신주쿠, 신주쿠에서 시종착하는 하행 열차는 홈 라이너 오다와라라 불린다. 일부 열차는 도카이도 화물선의 화물역인 요코하마하자와역을 거치기 때문에 요코하마역에 정차하지 않는다. 또한 화물선을 경유하는 라이너는 후지사와역, 지가사키역에 정차할 때 화물선의 라이너 전용 승강장에 정차하게 된다.

### 통근쾌속
통근쾌속(일본어: 通勤快速 쓰킨카이소쿠[*])은 도쿄역 ~ 오다와라역 구간에서 평일 야간 하행 3편 (도쿄역 출발 시간 기준 19시 50분부터 21시 50분까지 1시간 간격)만 운행되고 있는 쾌속 열차이다. 1989년 3월 11일부터 운행을 개시했다. 쾌속과는 달리 가와사키역, 요코하마역, 도쓰카역을 통과하며, 다른 구간에서는 쾌속과 정차역이 같다. 도쿄역에서는 10번 승강장에서 출발하며, 19시 50분발, 20시 50분발은 동일본 여객철도 E231계 전동차가 투입되며, 21시 50분발은 동일본 여객철도 E233계 전동차가 투입된다.

#### 쾌속
쾌속 액티 호(ACTY, 일본어: 快速 「アクティー」 카이소쿠 아쿠티[*])는 도쿄역 ~ 아타미역 구간에서 시간당 1편 운행되는 쾌속 열차이다. 다만 아침 및 저녁 시간대에는 오다와라역에서 시종착한다. 하행은 도쿄 발 기준 8 ~ 16시대, 상행은 도쿄 종착 기준 11시 ~ 23시대에 운행하지만, 토요일 및 휴일에는 통근쾌속을 대신하여 하행 도쿄 발은 19시 ~ 21시대, 상행 도쿄 종착은 22시대까지 운행한다. 1985년 3월 14일 시간표 개정 이후 도쿄역 ~ 아타미역 구간에서 운행을 개시한 "쾌속"이 그 시초로, 1989년 3월 11일 시간표 개정으로 평일에 후지사와역 ·  지가사키역 ·  히라쓰카역 ·  마나즈루역 (마나즈루역에는 상하행 2편만 운행)에 정차하지만 휴일에는 전부 통과하도록 한 L특급 오도리코 호의 정차역을 줄여, 통과역에 대신 쾌속이 정차하도록 하는 형태로 바뀜과 동시에 "액티"(ACTY)라는 현재의 명칭이 부여되었다. 1997년 이후 2007년까지의 여러 시간표 개정을 거치면서 도쿄역 ~ 후지사와역 구간에서는 모든 역에 정차하게 되었다. 전 구간 소요 시간은 95 ~ 105분으로, 열차마다 조금씩 차이가 있다.
쇼난 신주쿠 라인 운행 개시 이전에는 쇼난 라이너로 쓰이던 동일본 여객철도 215계 전동차도 일부 투입되어 운행했지만, 지금은 보통 열차와 사용 열차를 공통화했다. 2006년 3월 시간표 개정 이후 일부 열차를 제외하고 모두 전 구간에서 15량 편성으로 운행되고 있다.

### 보통
보통(일본어: 普通 후쓰[*])은 도카이도 본선 상의 모든 역에 정차하는 열차이다. 낮 시간대에는 시간당 6편이 운행되며, 하행 열차는 10분 간격으로 도쿄역에서 발차한다. 주로 도쿄역 ~ 히라쓰카 역 ·  고즈 역 ·  오다와라 역 ·  아타미 역 구간을 운행하지만, 일부 열차는 이토 선 이토역까지 운행하며, 아침 및 저녁 시간대에는 도카이 여객철도 누마즈역 (하루 9왕복) ·  고텐바 선 야마키타역 (저녁 하행 1편)까지 운행하는 열차도 있으며, 조조 및 심야 시간대에는 시나가와역 시종착 열차도 있다. 평일 아침 출근 시간대의 상행 열차는 3분 간격으로 운행되며, 이 중 후지사와역 ·  니노미야역에서 발차하는 열차도 있다.
쾌속과 함께 일본국유철도 211계 전동차, 동일본 여객철도 E231계 전동차, 동일본 여객철도 E233계 전동차가 투입되고 있지만, 요코스카 선에서 운행되는 동일본 여객철도 E217계 전동차도 투입된다. 출퇴근 시간대를 중심으로 15량 편성으로 운행되는 열차가 대다수이지만 10량 편성으로 운행되는 열차도 있으며, 일부 구간을 운행하는 열차는 그린차를 연결하지 않은 5량 편성으로 운행한다.
도카이도 선 바깥으로 직결 운행하는 열차 중에는 특급형 차량인 일본국유철도 185계 전동차 (하행 1편, 도쿄 ~ 이토 간) 및 도카이 여객철도 373계 전동차 (1왕복, 도쿄 ~ 시즈오카)를 투입한 보통 열차도 있다. 185계는 12량, 373계는 9량 편성으로 운행된다.
전 구간 소요 시간은 약 100 ~ 120분이며 열차마다 조금씩 차이가 있다.

## 차량
- 보통 열차, 쾌속 액티 호, 통근쾌속 등에 사용되는 전동차

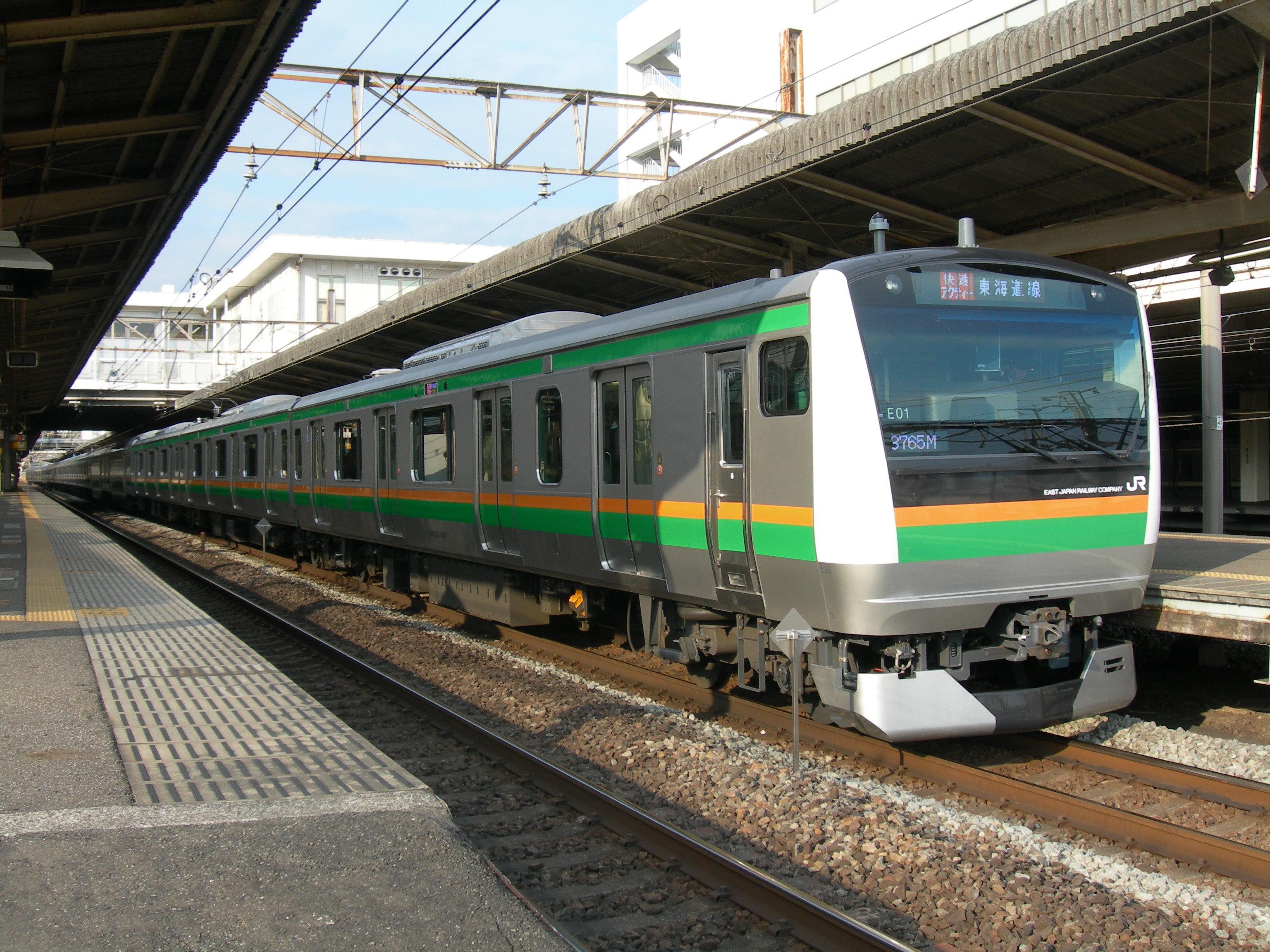
E233계 3000번대
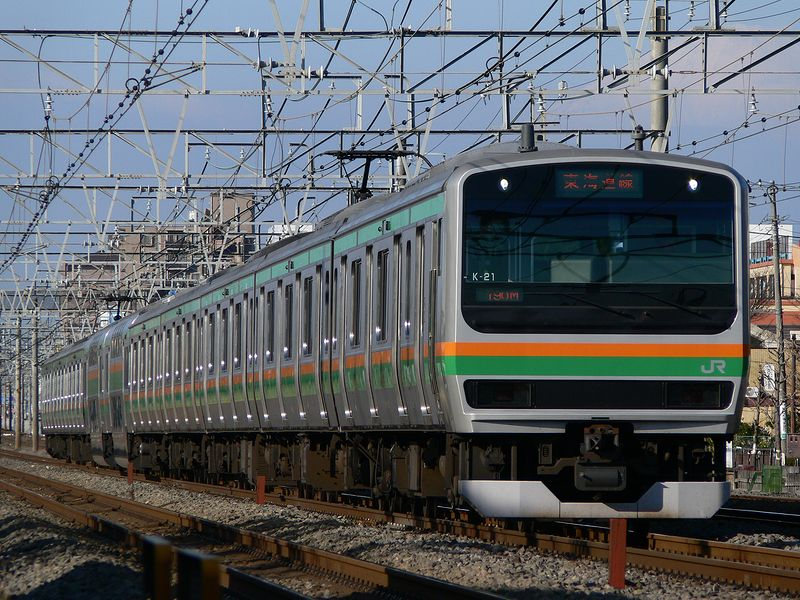
E231계 근교형
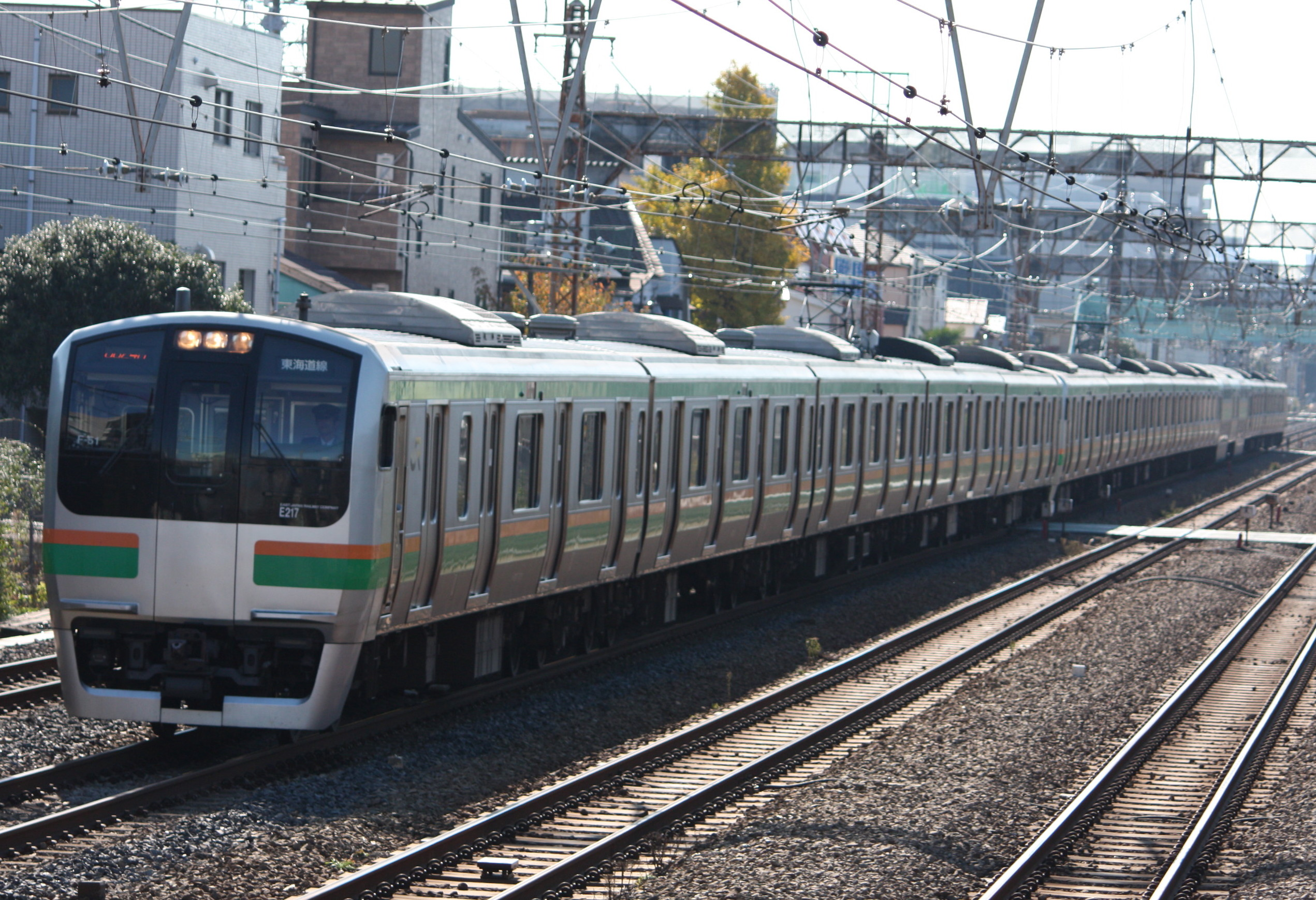
E217계
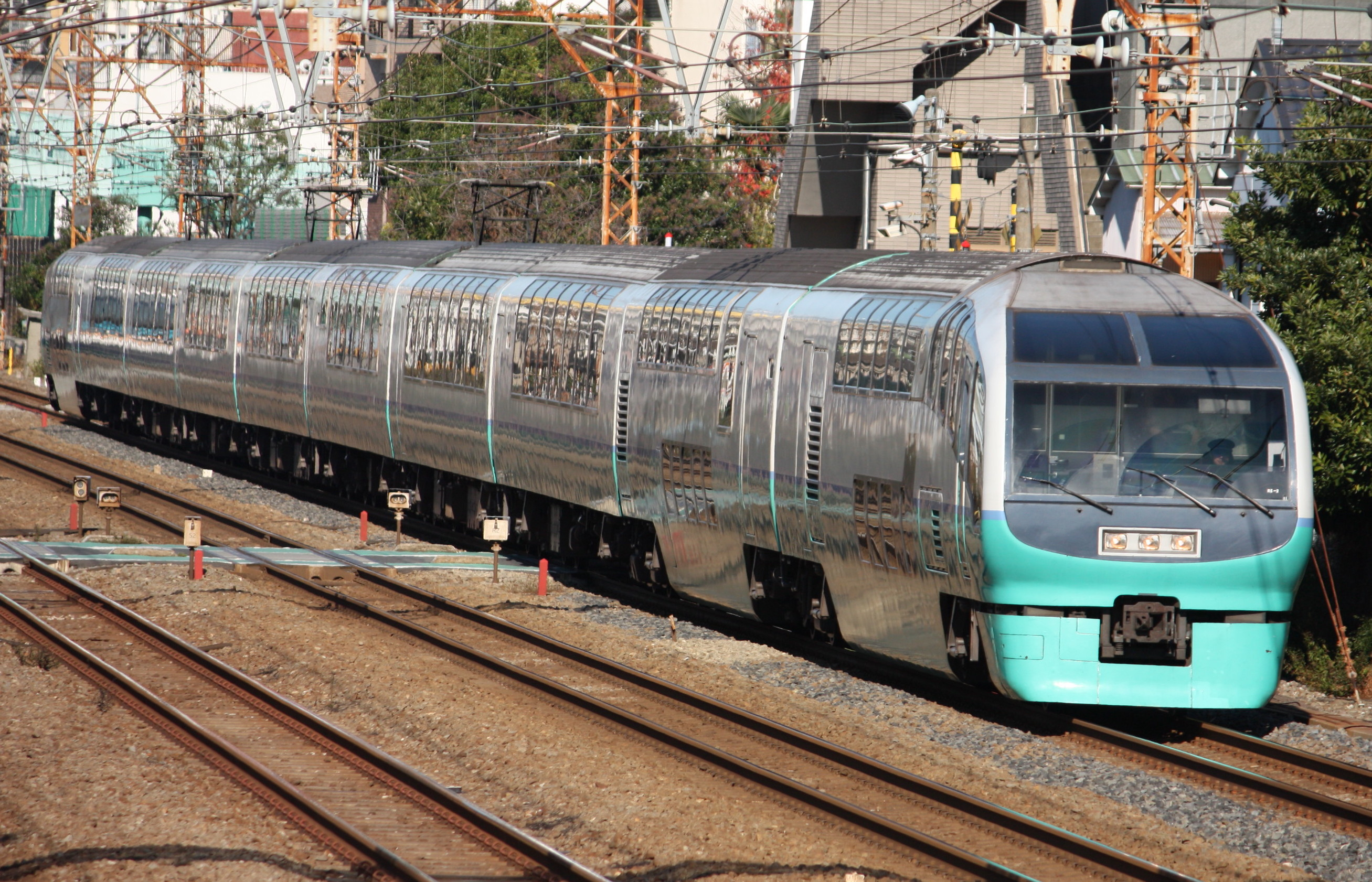
251계
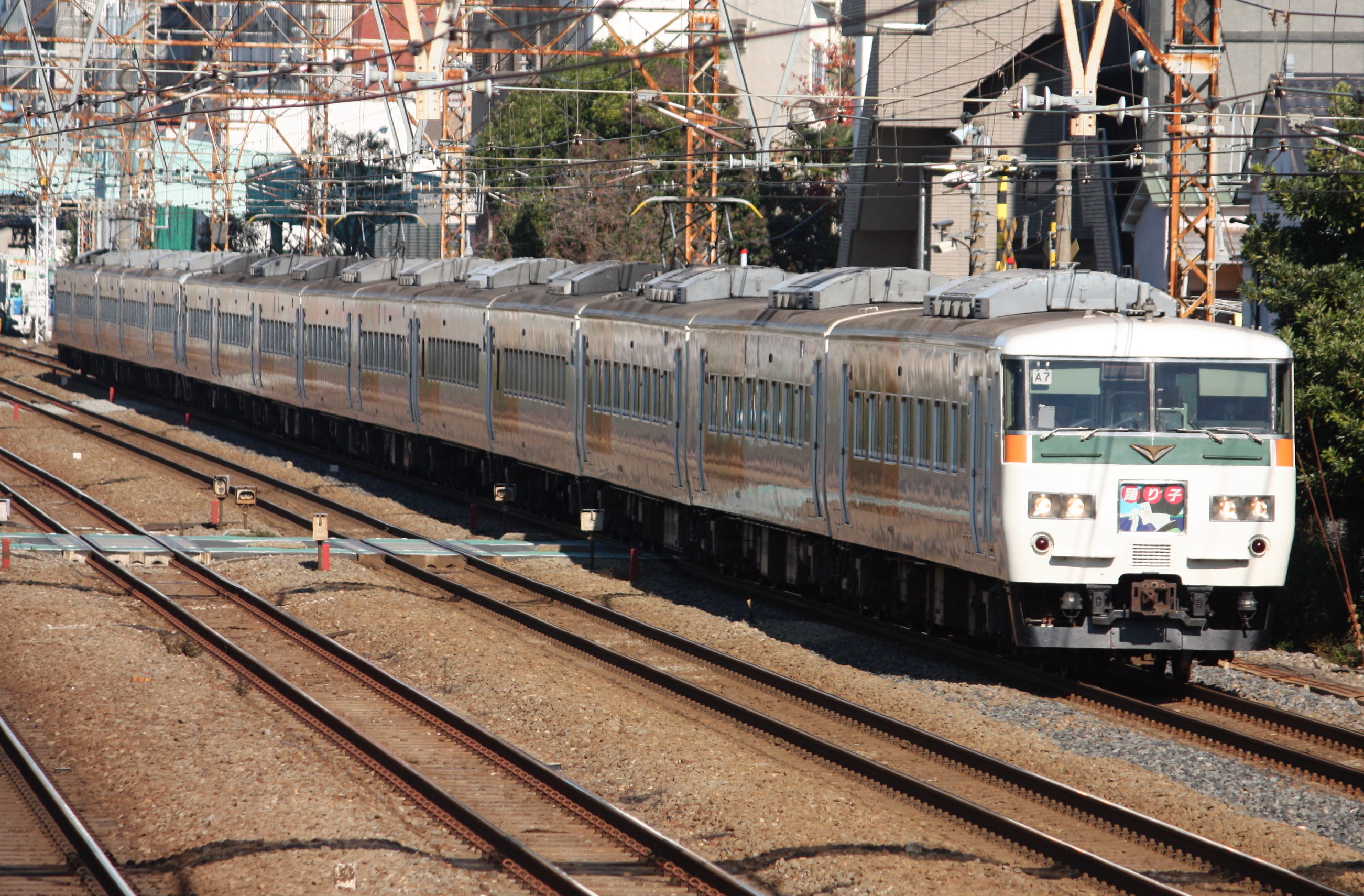
185계

  - E233계 3000번대
  - E231계 근교형
  - E217계
  - 185계
  - 도카이 여객철도 373계

- 홈 라이너에 사용되는 전동차
  - 185계
  - 215계
  - 251계

- 과거에 사용된 전동차
  - 113계
  - 211계

- E233계 3000번대
- E231계 근교형
- E217계
- 251계
- 185계

## 역 목록
- 직결 운행하는 쇼난 신주쿠 라인의 정차역에 대해서는 해당 문서를 참조.
- 보통 열차는 기재된 모든 역에 정차하므로 생략했음.
- 쇼보 = 쇼난 신주쿠 라인 보통, 쇼특 = 쇼난 신주쿠 라인 특별쾌속, 쾌액 = 쾌속 액티, 통쾌 = 통근쾌속, 쇼라 = 쇼난 라이너

| 역 번호 | 역명       | 일어 역명 | 쇼 보 | 쇼 특                     | 쾌 액 | 통 쾌 | 쇼 라                     | 접속 노선 | 역간 거리  | 누적 거리             | 소재지 | 소재지              |
| ------- | ---------- | --------- | ----- | ------------------------- | ----- | --- | ------------------------- | --- | ---------- | --------------------- | ------ | ------------------- |
| JT 01   | 도쿄       | 東京      |       |                           | ●     | ● | ●                         | 도카이도 신칸센 도호쿠 신칸센 조에쓰 신칸센 호쿠리쿠 신칸센 야마가타 신칸센 아키타 신칸센 우에노 도쿄 라인 (JU 01, 직결 운행) 야마노테 선 (JY 01) 게이힌 도호쿠 선 (JK 26) 주오 쾌속선 (JC 01) 소부 쾌속선 · 요코스카 선 (JO 19) 게이요 선 (JE 01) 도쿄 지하철 마루노우치 선 (M-17) 도쿄 지하철 도자이 선 (오테마치역, T-09) | -          | 0.0                   | 도쿄도 | 지요다구            |
| JT 02   | 신바시     | 新橋      | ●     | ●                         | ▲     | 야마노테 선 (JY 29) 게이힌 도호쿠 선 (JK 24) 요코스카 선 (JO 18) 도쿄 지하철 긴자 선 (G-08) 도쿄 도 교통국 지하철 아사쿠사 선 (A-10) 유리카모메 도쿄 임해 신교통 임해선 (U-01) | 1.9                       | 1.9 | 미나토구   |                       | 도쿄도 |                     |
| JT 03   | 시나가와   | 品川      | ●     | ●                         | ●     | 도카이도 신칸센 야마노테 선 (JY 25) 게이힌 도호쿠 선 (JK 20) 요코스카 선 (JO 17) 게이힌 급행 전철 본선 (KK 01)                                                                 | 4.9                       | 6.8 | 미나토구   |                       | 도쿄도 |                     |
| JT 04   | 가와사키   | 川崎      | ●     | ｜                        | ｜    | 게이힌 도호쿠 선 (JK 16) 난부 선 (JN 01) 게이힌 급행 전철 본선 · 다이시 선 (게이큐 가와사키 역, KK 20)                                                                         | 11.4                      | 18.2 | 가나가와현 | 가와사키시 가와사키구 |        |                     |
| JT 05   | 요코하마   | 横浜      | ●     | ●                         | ●     | ｜ | ｜                        | 게이힌 도호쿠 선 · 네기시 선 (JK 12) 요코하마 선 (JH 12) 쇼난 신주쿠 라인 (JS 13, 직결 운행) 요코스카 선 (JO 13) 게이힌 급행 전철 본선 (KK 37) 도쿄 급행 전철 도요코 선 (TY 21) 사가미 철도 본선 (SO 01) 요코하마 고속철도 미나토미라이 선 (MM 01) 요코하마 시 교통국 지하철 블루 라인 (B 20)                                | 가나가와현 | 10.6                  | 28.8   | 요코하마시 니시구   |
| JT 06   | 도쓰카     | 戸塚      | ●     | ●                         | ●     | ｜ | ｜                        | 쇼난 신주쿠 라인 (JS 10) 요코스카 선 (JO 10) 요코하마 시 교통국 지하철 블루 라인 (B 06) | 가나가와현 | 12.1                  | 40.9   | 요코하마시 도쓰카구 |
| JT 07   | 오후나     | 大船      | ●     | ●                         | ●     | ● | ▲                         | 네기시 선 (JK 01) 쇼난 신주쿠 라인 (JS 09) 요코스카 선 (JO 09) ■ 쇼난 모노레일 에노시마 선 (SMR 1) | 가나가와현 | 5.6                   | 46.5   | 가마쿠라시          |
| JT 08   | 후지사와   | 藤沢      | ●     | ●                         | ●     | ● | ●                         | 오다큐 전철 에노시마 선 (OE 13) 에노시마 전철 에노시마 전철선 (EN 01) | 가나가와현 | 4.6                   | 51.1   | 후지사와시          |
| JT 09   | 쓰지도     | 辻堂      | ●     | ｜                        | ｜    | ｜ | ▲                         | | 가나가와현 | 3.7                   | 54.8   | 후지사와시          |
| JT 10   | 지가사키   | 茅ヶ崎    | ●     | ●                         | ●     | ● | ●                         | ■ 사가미 선 | 가나가와현 | 3.8                   | 58.6   | 지가사키시          |
| JT 11   | 히라쓰카   | 平塚      | ●     | ●                         | ●     | ● | ▲                         | | 가나가와현 | 5.2                   | 63.8   | 히라쓰카시          |
| JT 12   | 오이소     | 大磯      | ●     | ｜                        | ｜    | ｜ | ｜                        | | 가나가와현 | 4.0                   | 67.8   | 나카군 오이소정     |
| JT 13   | 니노미야   | 二宮      | ●     | ｜                        | ｜    | ｜ | ▲                         | | 가나가와현 | 5.3                   | 73.1   | 나카군 니노미야정   |
| JT 14   | 고즈       | 国府津    | ●     | ●                         | ●     | ● | ▲                         | 고텐바 선 | 가나가와현 | 4.6                   | 77.7   | 오다와라시          |
| JT 15   | 가모노미야 | 鴨宮      | ●     | ｜                        | ｜    | ｜ | ｜                        | | 가나가와현 | 3.1                   | 80.8   | 오다와라시          |
| JT 16   | 오다와라   | 小田原    | ●     | ●                         | ●     | ● | ●                         | 도카이도 신칸센 오다큐 전철 오다와라 선 하코네 등산 철도 철도선 이즈 하코네 철도 다이유잔 선 | 가나가와현 | 3.1                   | 83.9   | 오다와라시          |
| JT 17   | 하야카와   | 早川      |       |                           | ●     | |                           | | 가나가와현 | 2.1                   | 86.0   | 오다와라시          |
| JT 18   | 네부카와   | 根府川    | ●     |                           | 4.4   | 90.4 |                           | | 가나가와현 |                       |        | 오다와라시          |
| JT 19   | 마나즈루   | 真鶴      | ●     |                           | 5.4   | 95.8 | 아시가라시모군 마나즈루정 | | 가나가와현 |                       |        |                     |
| JT 20   | 유가와라   | 湯河原    | ●     |                           | 3.3   | 99.1 | 아시가라시모군 유가와라정 | | 가나가와현 |                       |        |                     |
| JT 21   | 아타미     | 熱海      | ●     | 도카이도 신칸센 ■ 이토 선 | 5.5   | 104.6 | 시즈오카현 아타미시       | 시즈오카현 아타미시 |            |                       |        |                     |